# 永貝區
永貝區是非洲中部國家烏干達的111個區之一，由北部區負責管轄，首府是永貝，距離阿魯阿約75公里，主要的經濟產業是自給農業，2010年人口估計為346,600。

## 外部連結
- Yumbe District at Ugandatravelguide.com （页面存档备份，存于）